# 스바루 레오네
스바루 레오네(영어: Subaru Leone)는 1971년부터 1994년까지 일본의 자동차 제조업체인 스바루에서 생산했던 소형차이다. '레오네'는 이탈리아어로 사자를 의미한다.
이 모델은 스바루 1000의 후속작으로 출시되었으며, 스바루 임프레자의 전신이다. 모든 레오네는 스바루 EA 박서 엔진을 탑재했다. 대부분의 차량에는 4륜구동이 옵션으로 장착되었다. 출시 당시 레오네는 1989년 더 큰 레거시가 출시될 때까지 스바루의 최상위 모델이었다.
일본과 일부 수출 시장에서는 레오네로 출시되었지만, 수년간 레오네는 스바루가 국제적으로 판매한 유일한 차량이었다. 이보다 작은 경자동차인 렉스, 비비오, R-2, 360, 삼바는 흔히 판매되지 않았다. 그 결과, 호주, 유럽, 북미와 같은 주요 시장에서는 대신 트림 레벨 명칭으로 식별되었으며, 일부는 DL, GL, GLF, GLF5, GL-10, RX 등이 포함되었다. 따라서 이 차량은 흔히 단순히 스바루 GL 또는 스바루 L 시리즈로 불린다.

## 1세대 (A21/22/62/64/65)
1세대 레오네는 1971년 10월 7일 전륜구동 쿠페로 출시되었으며, DL, GL, GSR 트림 레벨이 있었다. 1972년 4월에는 DL, GL 트림의 2도어 및 4도어 세단이 도입되었고, 일본에서는 슈퍼 투어링이 추가되었다. 출시 당시 레오네는 스바루의 가장 큰 자동차였으며, 경자동차인 스바루 렉스보다 상위 모델이었다.
1972년 9월에는 4륜구동 스테이션 왜건(A67)이 출시되었지만, 1974년까지는 1975년 모델로 미국에 등장하지 않았다. 레오네는 1972년 삿포로 동계 올림픽 이전에 출시되어 악천후에서의 내구성을 강조했다. 이 때까지 4륜구동은 주로 오프로드 차량에 한정되어 있었지만, 매우 비싼 젠센 FF는 제한된 수로 제작되었다.
스바루는 1971년에 4륜구동 FF-1 1300G 왜건을 한정 생산하여 시장 반응을 살핀 후, 대량 생산되는 4륜구동 승용차를 선보이면서 이러한 패턴을 깨뜨렸다. 4륜구동은 1970년대와 1980년대 스바루의 가장 두드러진 특징이었으며, 스위스와 콜로라도주와 같은 지역에서 특히 강력한 판매를 이끌었다. 레오네는 토요타 코롤라, 닛산 서니, 혼다 시빅, 마쓰다 패밀리아, 이스즈 제미니, 그리고 미쓰비시 랜서와 경쟁했다. 레오네는 모든 모델에 프레임 없는 측면 창문을 도입하는 스바루의 전통을 시작했다.
1968년 8월, 스바루는 닛산 자동차와 제휴를 맺었다. 새로운 레오네의 외관은 닛산의 디자인 노력에 영향을 받았는데, 특히 닛산이 당시 자사 제품에 사용하던 긴 보닛과 짧은 트렁크 외관이 그러했다. 이전에 출시된 GSR을 기반으로 한 1400 RX 쿠페는 4륜 디스크 브레이크, 스포츠 튜닝 서스펜션, 5단 수동 변속기를 장착한 최초의 일본 자동차 중 하나였다. 2도어 세단이나 2도어 쿠페와는 다른 차체를 가진 2도어 하드톱 쿠페는 1973년 6월에 출시되었다. 하드톱 쿠페는 "포멀"을 뜻하는 F가 들어간 모델명(FL, GF, GFT)을 사용했다. 세단 차체(모델 코드 A27)를 가진 4WD 버전은 1975년에 등장했다. 일본 시장에서는 세단에 80 PS (59 kW)의 출력을 내는 SEEC-T 배기가스 감소 EA71 엔진이 장착되어야 했고, 스테이션 왜건은 상업용 차량으로 분류되어 동일 엔진의 85 PS (63 kW) 버전이 장착되었다.
레오네는 원래 1.2리터 또는 1.4리터 수평 4기통, 기화기식, OHV 엔진을 탑재했다. 이전 스바루 G|FF-1 G의 1,100cc 엔진은 일본 내수용 레오네 1100 밴에 계승되었지만, 초기 몇 년 동안만 이용할 수 있었다. 1975년 9월, 강화되는 배기가스 규제에 대응하여 1.2리터 엔진은 세단 라인업에서 제외되었다(하지만 일본 내수용 밴-왜건 버전으로는 계속 이용할 수 있었다). 스모그 이전의 1.4리터만큼의 출력을 제공하기 위해 1976년부터 더 큰 1.6리터 버전이 추가되었다. 유럽에서는 1.6리터 엔진이 1977년에 도입되었다. 트윈 히타치 레지스터 기화기가 장착된 유럽 사양 엔진은 5,600rpm에서 83 PS DIN (61 kW), 3,600rpm에서 최대 토크 11.5 kg·m (113 N·m; 83 lb·ft)%s를 낸다고 주장했다.
레오네는 4단 수동 변속기, 5단 수동 변속기, 그리고 1975년부터 3단 자동 변속기가 제공되었다. 일부 초기 모델은 전면에 듀오 서보 드럼 브레이크가 있었지만, 후기 모델은 디스크 브레이크가 장착되었다. RX 쿠페를 제외한 모든 모델은 원래 후방 드럼 브레이크를 사용했다. 특이하게도, 핸드 브레이크 또는 비상 브레이크는 전륜에 작동했다.
1977년 3월, 업데이트된 레오네 라인업이 출시되었다. 모든 차체 패널이 약간 변경되었고, 전반적인 외관은 '더 부드럽고' 현대적으로 변모했다. 완전히 새로운 대시보드와 변경된 인테리어도 업데이트에 포함되었다. 이러한 변화에도 불구하고 전반적인 효과는 이전 버전과 유사했으며, 후륜 트랙이 40 mm (1.6 in) 넓어진 것을 제외하고는 기계적으로 동일했다. 섀시 코드는 변경되어 세단은 이제 30 시리즈, 왜건은 60 시리즈로 바뀌었다. 작은 1.2리터 엔진은 가장 낮은 표준 밴 모델에 계속 사용되었으며, 68 PS (50 kW)의 출력을 냈다. 1977년 11월, 새로운 최상위 모델인 레오네 그랜드 암-T가 출시되었는데, 이는 연방 안전 범퍼를 채택하고 "미국 취향에 영감을 받은" 실내를 특징으로 했다.
레오네는 1973년 호주와 뉴질랜드에 상륙했으며, 일본에서 완전 조립된 차량이 수입되었다. 4WD 왜건은 1975년 호주 시장에 진출했으며, 1980년대 초까지 동급 유일한 차량으로 남아있었다. 많은 버전(세단, 왜건, 브럼비(BRAT) 쿠페 유틸리티)이 1978년부터 당시 수입업체인 모터 홀딩스의 뉴플리머스 근처 와이타라 공장에서 CKD 키트로부터 조립되었다. 현지 조립은 1993년 레거시 라인업이 레오네를 대체하면서 중단되었다.

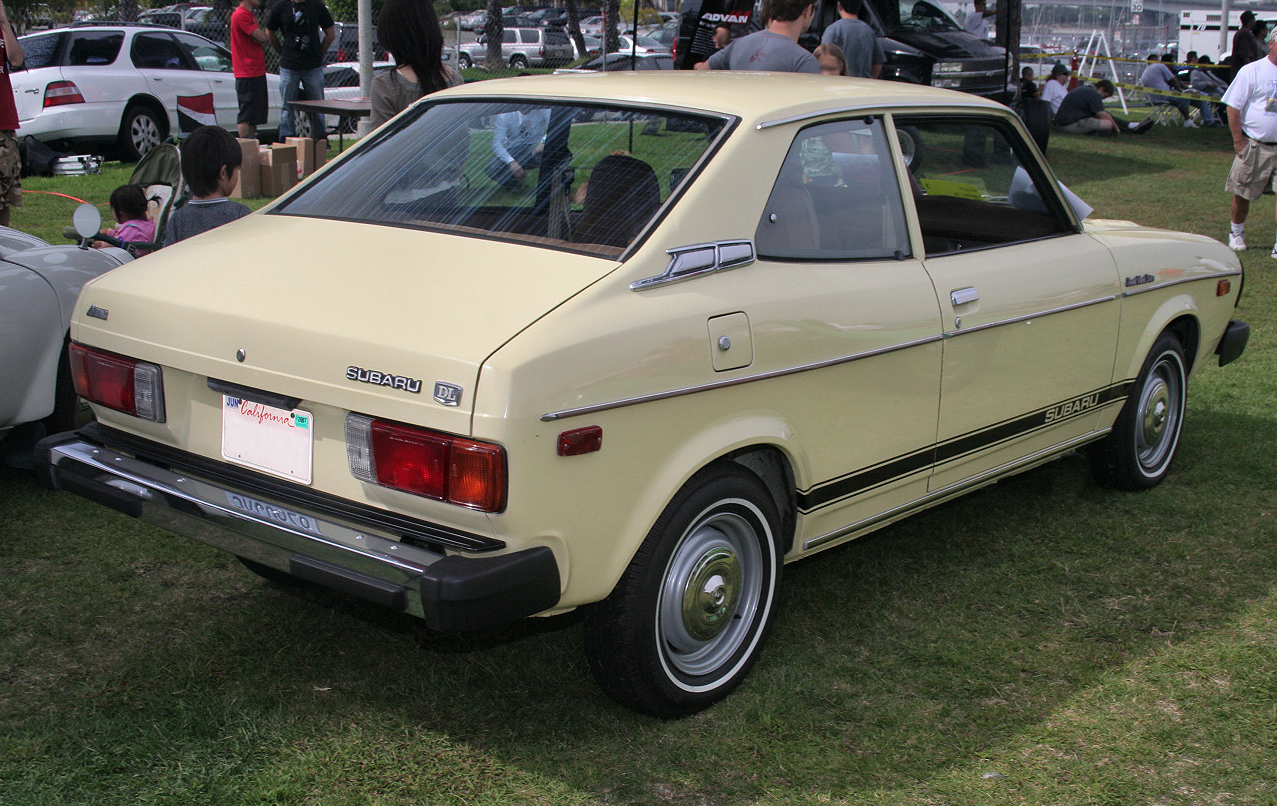
1978년 스바루 DL 2도어 세단
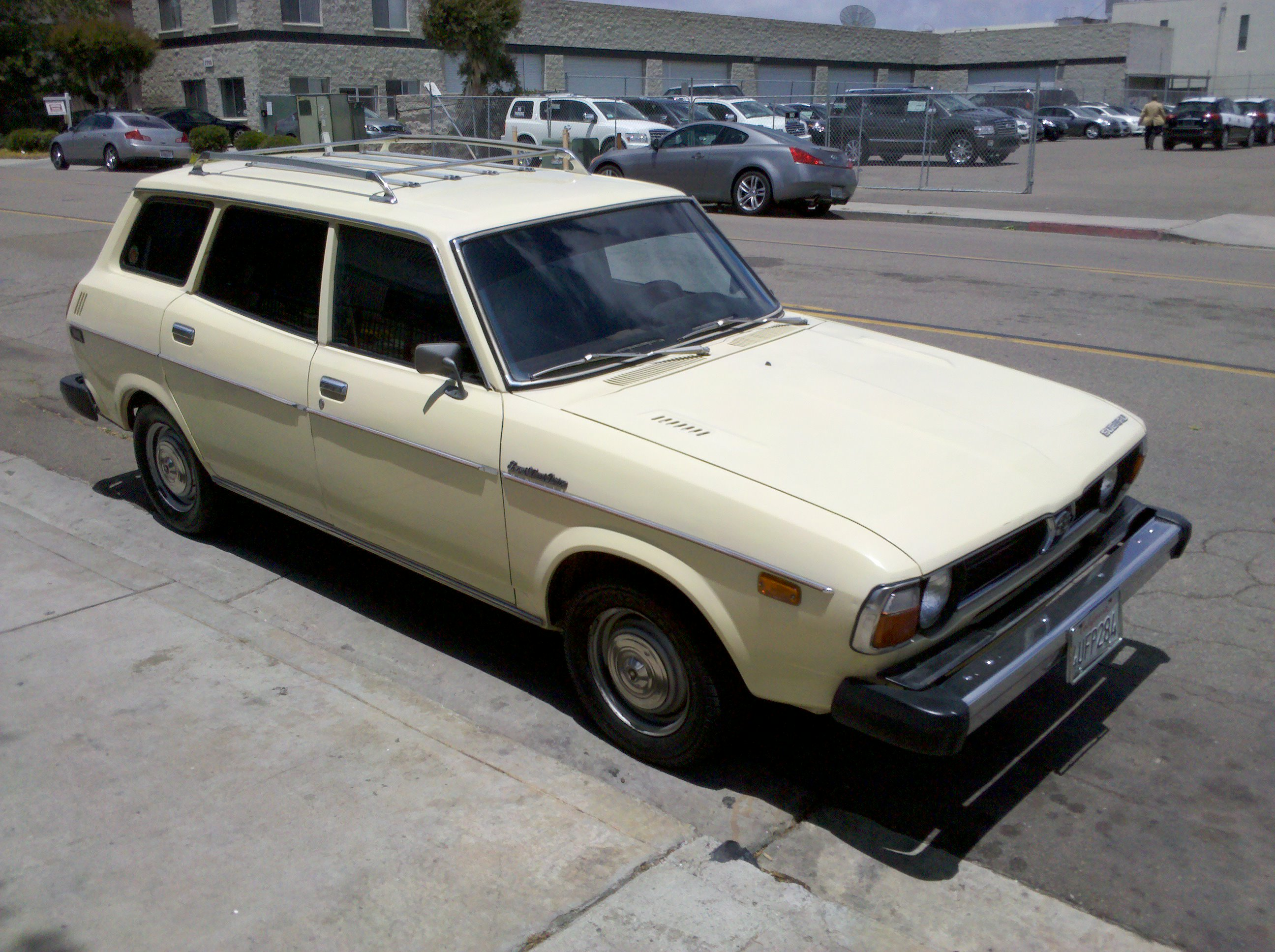
1978년 스바루 DL 왜건
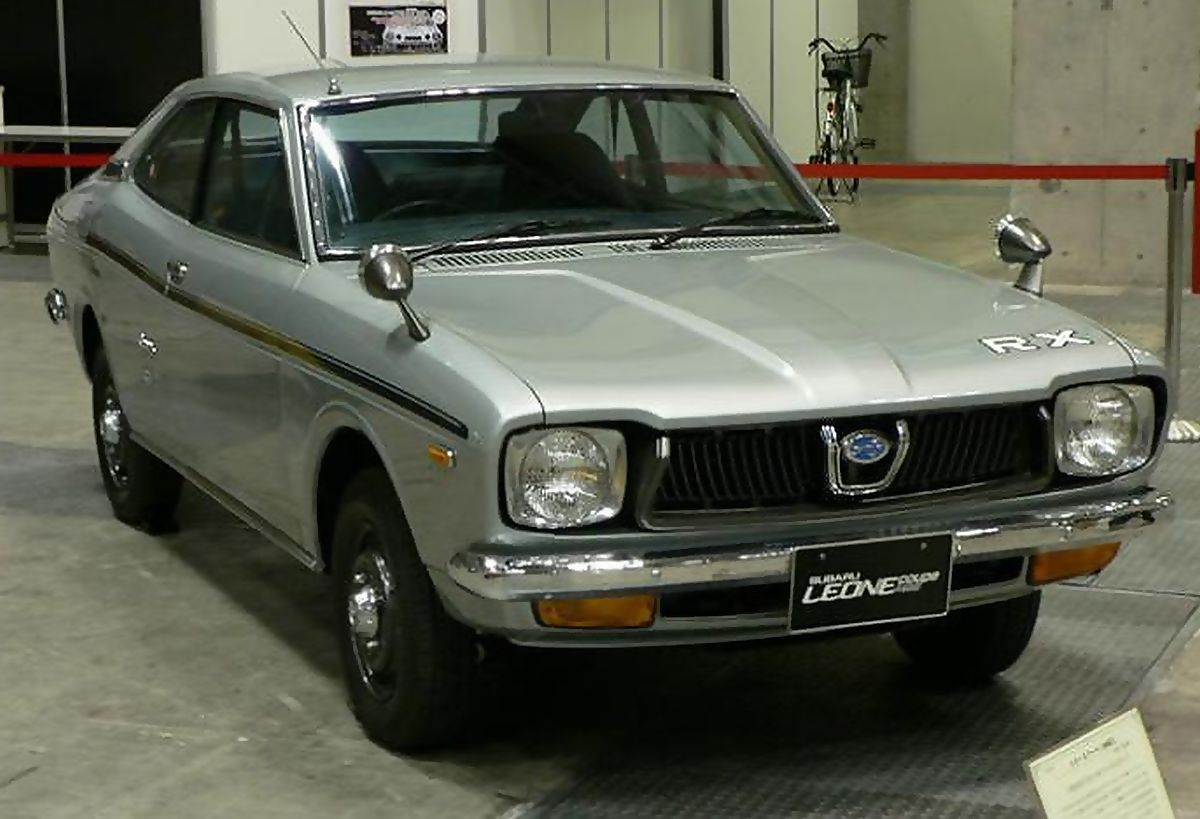
1972년 스바루 레오네 1400RX 쿠페
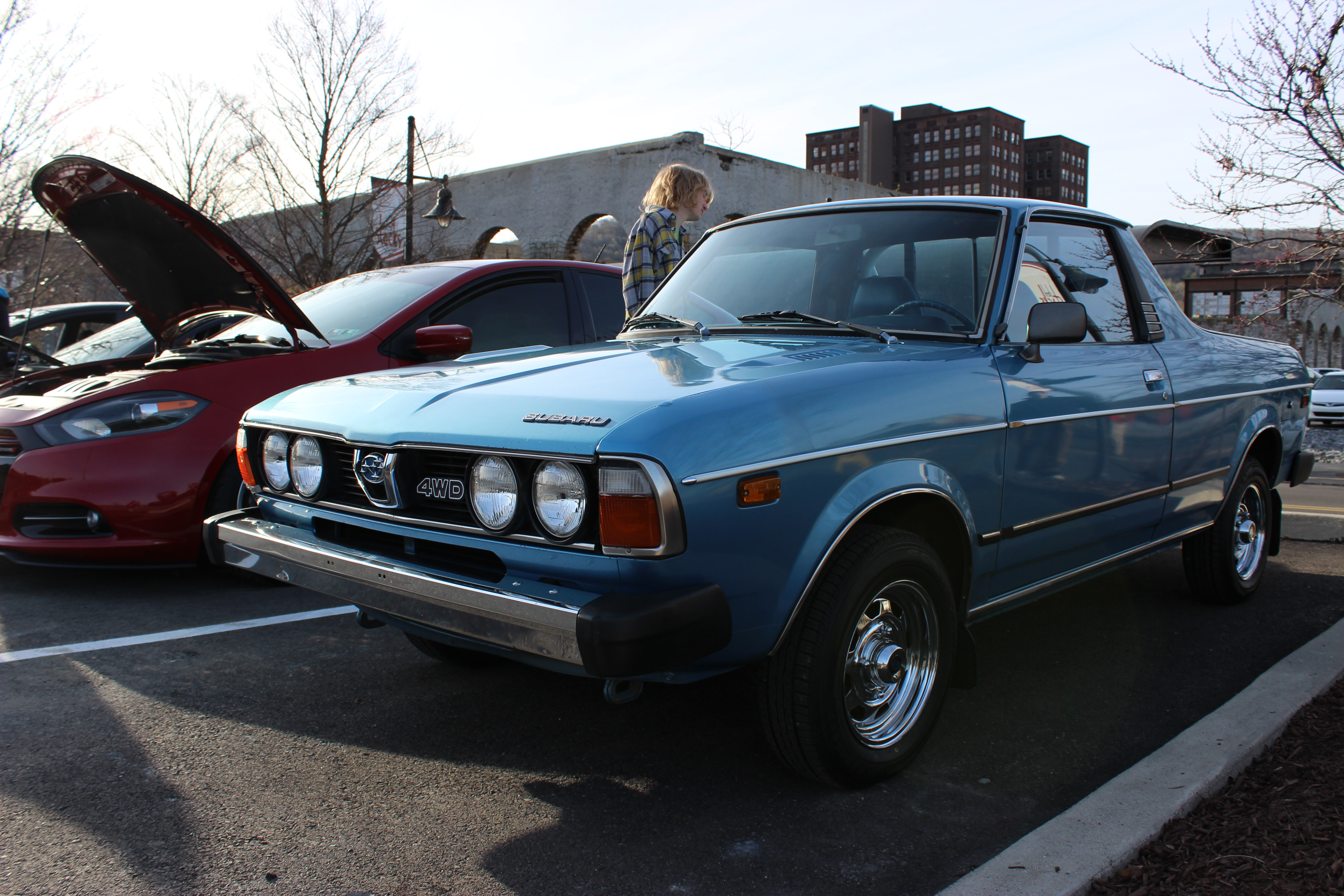
1978년 스바루 BRAT

### 북미

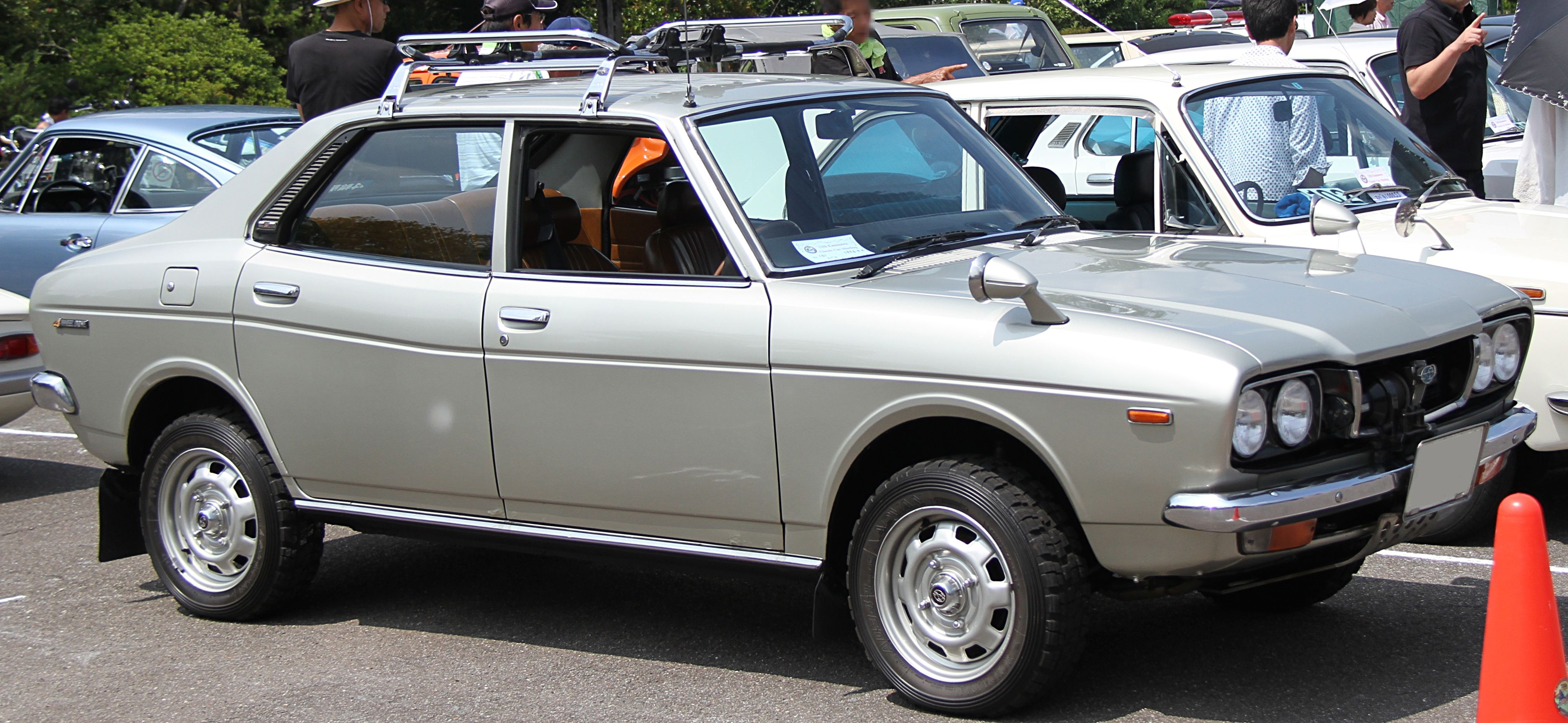
1976년 스바루 레오네 4WD 세단

레오네는 1972년 미국에 처음 출시되었다. 1976년에는 EA63 엔진이 1.6리터 EA71 엔진으로 교체되었다. EA71 엔진은 원래 자동변속기 장착 차량에만 설치되었으나, 결국 미국과 호주의 모든 차량 라인업에서 EA63을 대체했다. 스바루의 새로운 SEEC-T 기술을 사용하여 촉매 변환기가 필요 없어져 비용이 절감되고 유연성 연료 사용이 가능해졌다. 49개 주(미국) 트림의 출력은 5200rpm에서 67 hp (50 kW) (캘리포니아에서는 2마력 낮음)이었지만, 배기가스 장비로 인해 주행성과 연비가 현저히 떨어졌다. 왜건은 1977년 모델부터 4륜구동으로도 제공되었다.
1973년 스바루 GL 쿠페의 인쇄 광고는 엔진을 "콰드로존탈"이라고 불렀다. 미국에서 요구되는 대형 범퍼는 유압 장치 위에 놓였는데, 이는 원래 디자인의 일부가 아니었기 때문에 수하물 칸으로 상당히 침범했다.
1977년 후반에는 1978년 모델로 스바루 BRAT가 출시되었다. 이것은 픽업 트럭 침대가 있는 2인승 차체였는데, 경량 상업용 차량에 대한 소위 닭고기 세금을 회피하기 위해 침대에 좌석 두 개가 용접되어 있었다. 이로써 미국 라인업은 세 가지 트림 레벨로 8개 모델이 되었다. 대부분은 볼륨 DL 트림이었고, 베이스 2도어, GF 하드톱 및 4WD 모델은 더 높은 사양을 공유했다. 1979년에는 디콘텐트된 DL 4WD 왜건과 BRAT가 추가되었으며, 더 고급스러운 GL 4도어 세단과 2WD 왜건 모델이 추가되어 총 12개 모델이 되었고, 원래의 완전 장비 4WD도 DL 명칭을 얻었다. 원래의 BRAT는 1981년에 듀얼 레인지 4WD 변속기와 1.8리터 EA81 엔진으로 업데이트되었다. 이 모델은 1982년 모델까지 2세대 레오네(1979년 출시)와 함께 판매되었다.

## 2세대 (AB/AM/AF/AJ)
1979년 6월, 레오네는 첫 번째 완전한 모델 업데이트를 거쳤다. 이 세대는 2도어 하드톱 쿠페, 4도어 세단, 스테이션 왜건, 3도어 해치백으로 출시되었다. 수출 판매는 1980년형 모델과 함께 가을에 시작되었다. 이전의 2도어 세단은 현대 해치백 경쟁 모델에 대한 대안으로 3도어 해치백 디자인("일본에서는 스윙백")으로 대체되었다. 그러나 스윙백은 4륜 구동 옵션을 제공한다는 점에서 경쟁 모델과 차이가 있었다.
이 세대부터 새롭게 추가된 기능은 하이/로우 레인지 기어링과 4WD 모델의 수동 차고 조절 기능이 있는 듀얼 레인지 4단 4WD 변속기였다. 1981년 11월, 스바루는 세계 최초의 "습식 유압 멀티 플레이트 클러치"를 활용하여 자동변속기가 장착된 일본 최초의 사륜구동 차량을 선보였다. 이를 통해 운전자는 수동 모델처럼 레버를 조작하는 대신 버튼 하나로 4WD를 작동할 수 있었다. 전기 스위치는 솔레노이드를 활성화하여 클러치 플레이트를 함께 밀어 후륜으로 구동축을 연결했다.
새로운 1.8L EA81 엔진이 처음부터 라인업에 추가되었다. 1983년 11월에는 터보차저와 선택 사양인 멀티 포트 연료 분사가 BRAT 및 터보 왜건 모델에 추가되었다. 이들은 자동변속기와 3.70:1 기어링으로만 사용할 수 있었다. 일본에서는 최고 사양인 1800 GTS 세단이 에어컨, 파워 윈도우, 파워 스티어링을 제공하는 최초의 스바루 차량이었다. 터보차저 설치는 자동차에서 배출되는 배기가스에 대한 일본 정부의 누진세 때문에 성능 지향적인 제품을 제공하기보다는 배기가스를 줄이고 연료를 더 효율적으로 연소시켜 연비를 향상시키기 위함이었다.

### 수출 시장
이 세대의 해치백과 BRAT는 3세대 모델들과 함께 생산되었으며, BRAT는 미국에서는 1987년까지 (일부 시장에서는 1993년, 라틴 아메리카에서는 1994년까지), 해치백은 1989년까지 생산되었다. 다른 모든 2세대 모델은 1985년까지 단종되었다.
미국
미국에서는 차량의 트림 레벨을 헤드라이트로 식별할 수 있었다. 초기 GL 모델은 사각형 헤드라이트를, 다른 모델은 원형 헤드라이트를 가졌고, 후기 GL 모델은 쿼드 사각형 헤드라이트를, 하위 시리즈는 단일 사각형 헤드라이트를 가졌다. 1982년은 전환기였는데, 2WD GL은 쿼드 사각형, 4WD GL은 세 번째 조명이 있는 단일 사각형, 모든 DL 모델은 단일 사각형, STD 해치백은 단일 원형 헤드라이트를 사용했다. 1980년~1982년 모델에는 그릴 로고 뒤에 숨겨진 선택 사양인 세 번째 헤드라이트가 있었는데, 1960년대 후반 크라이슬러가 '슈퍼라이트'라고 불렀던 것과 유사한 방식을 사용했다. 운전자가 대시보드 스위치를 활성화하면 로고가 위로 움직여 길을 비켜주고, 추가 헤드라이트가 드러나며 하이빔이 켜질 때 활성화되었다.
호주
호주 구매자들은 원래 50 kW (68 PS; 67 hp) 1.6리터 엔진과 4단 수동 변속기 옵션만 제공받았다. 이는 4도어 세단 또는 4WD 왜건으로 제공되었다.

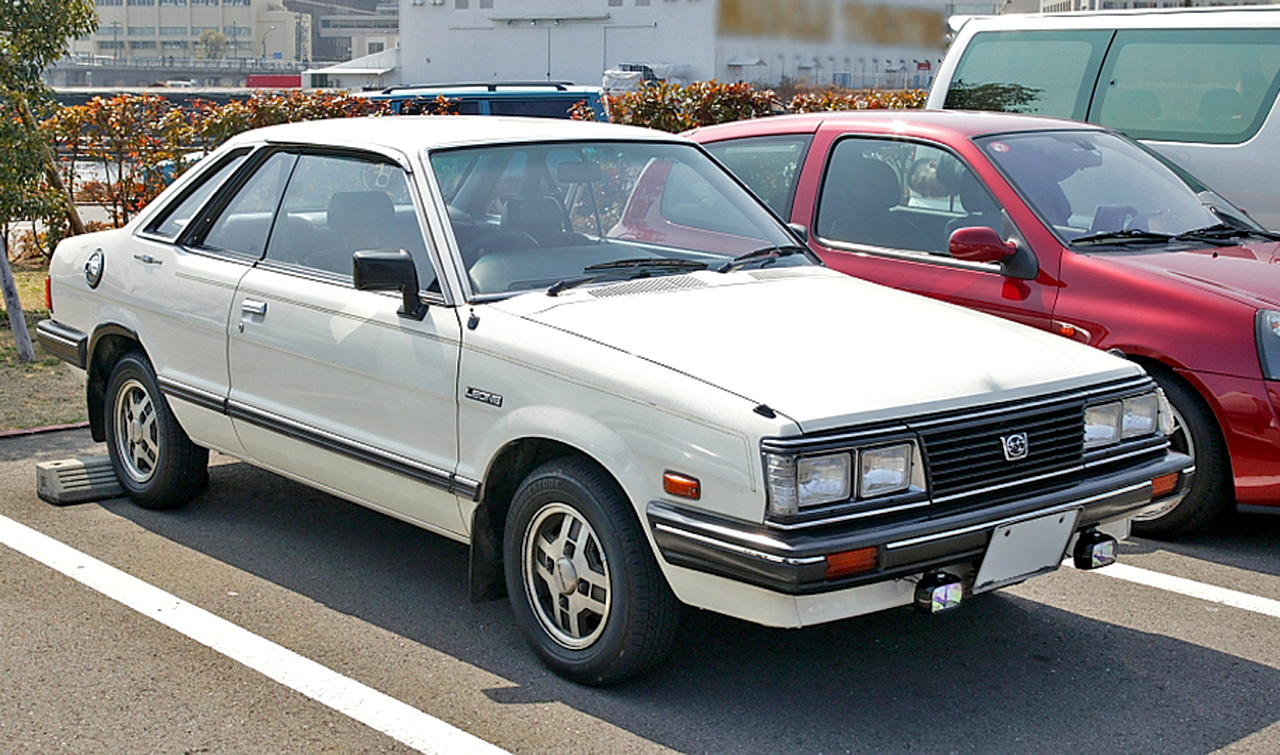
1979년 스바루 레오네 하드톱 쿠페
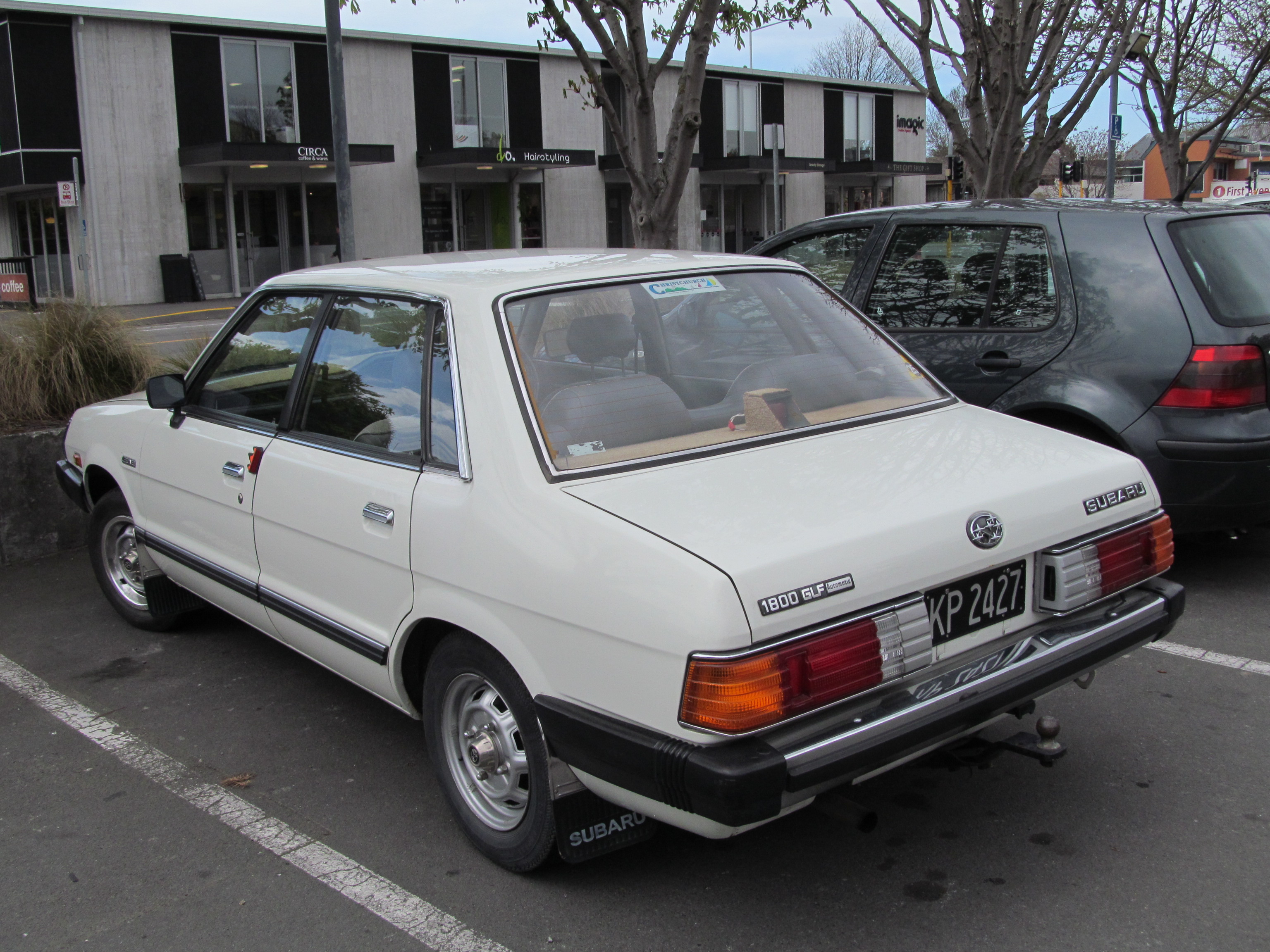
1982년 스바루 레오네 세단
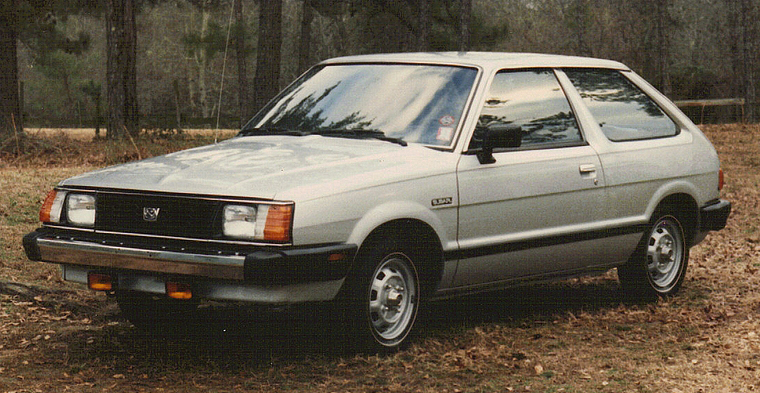
1984년 스바루 레오네 2도어 해치백
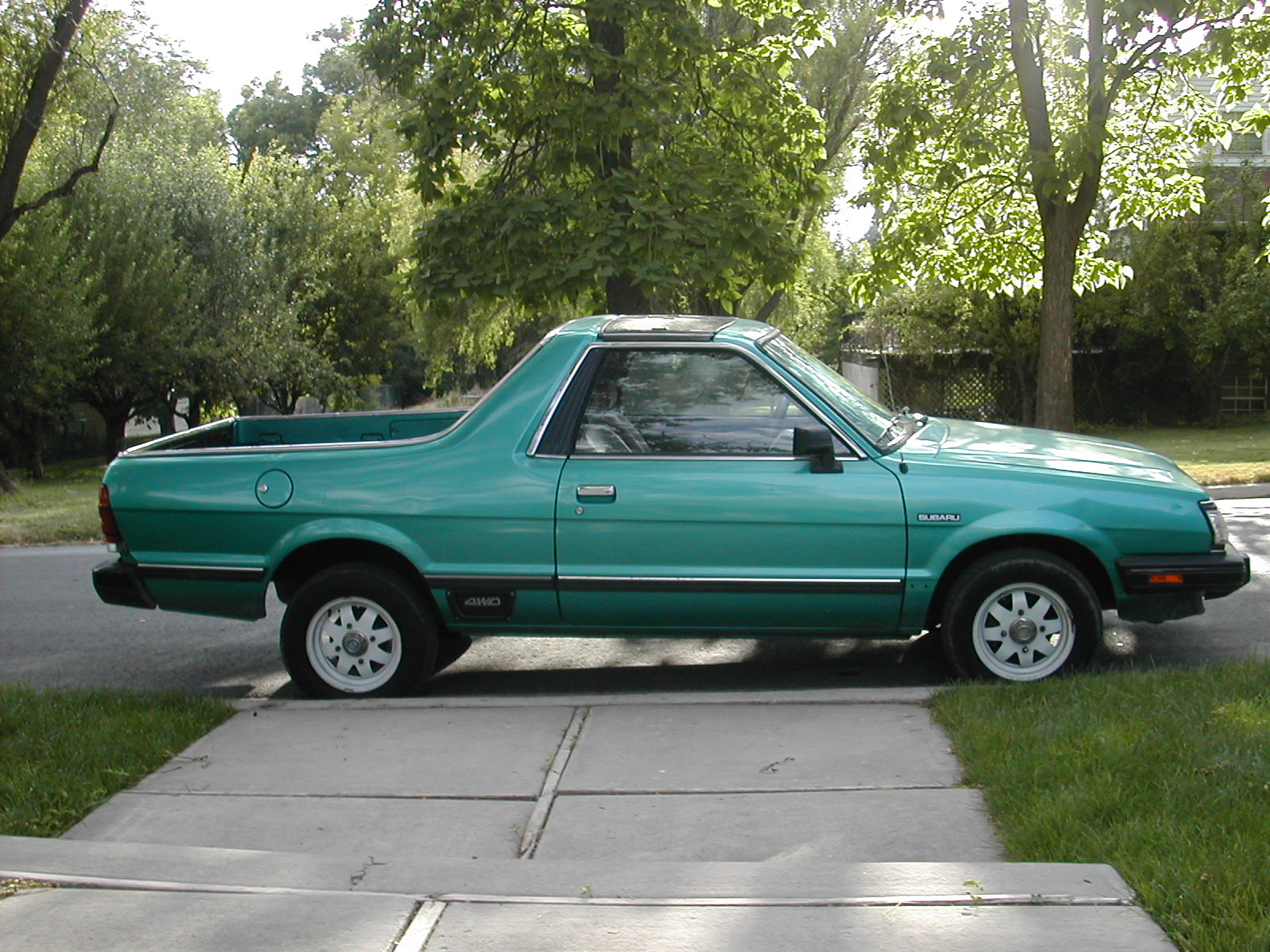
1985년 스바루 BRAT

## 3세대 (AA/AL/AG)
1984년 7월 16일, 레오네는 "접힌 종이" 모양이라고 불리는 두 번째 주요 재설계를 거쳤다. 이 세대는 3도어 해치백, 4도어 세단, 그리고 인기 있는 스테이션 왜건 차체 스타일의 연속으로 출시되었다. 이 세대의 레오네는 1985년 미국에 진출했다. 리프트백 쿠페는 매우 높은 후방 적재 립으로 인해 제약을 받았지만, 분할 접이식 뒷좌석이 장착되었다.
유럽에서는 1.3 DL, 1.6 DL, 1.6 GL, 1.8 DL, 1.8 GL 4WD가 있었다. 또한 촉매 변환기 사양으로 120 PS (88 kW)의 터보 버전도 있었다. 모든 국가에서 모든 버전이 제공된 것은 아니다.
북미에서는 1.6리터 엔진이 출력 부족으로 라인업에서 완전히 제외되었다. 48-킬로와트 (65 hp) 1.3리터 엔진은 특정 시장에서만 사용 가능했다. 1987년에 레오네는 외관이 매끄럽게 다듬어진 페이스리프트를 거쳤다.
새로운 1.8리터 SOHC 엔진인 EA82가 OHV 1.8리터 수평 4기통 엔진 대신 제공되었다. 이 엔진은 기화기, 단일점 연료 분사, 다중점 연료 분사, 또는 터보차저가 장착된 다중점 연료 분사 방식 중 하나로 사용할 수 있었다.
1988년부터 이 세대에서는 풀타임 4WD 수동 변속기 또는 풀타임 4WD 4단 전자 제어 자동 변속기가 제공되었다.
3세대 레오네에서 발견되는 다른 옵션으로는 전체 디지털 계기판; 자가 진단 컴퓨터, 여행 컴퓨터, 크루즈 컨트롤, 그리고 선택 가능한 높이의 공압 서스펜션(이전 세대 4WD 모델은 수동 높이 조절 기능이 있었다)이 있었다.
성능 지향적인 세단은 1985년에 출시되었으며, 1986년에 처음 도입된 RX 트림 패키지 명칭을 재사용했다. EA82T 터보 엔진과 동기식 듀얼 레인지 및 수동 잠금식 센터 디퍼렌셜이 있는 5단 수동 변속기가 장착되었다. 3.70:1 후방 리미티드 슬립 디퍼렌셜, 랠리 튜닝 서스펜션, 4륜 디스크 브레이크, 파워 윈도우, 에어컨, 중앙 잠금 디퍼렌셜, 조절 가능한 시트 및 스티어링 휠, 분할 접이식 뒷좌석, 힐 홀더가 특징이었다. 무게는 1,070 kg (2,359 lb)이었다. RX 쿠페는 1987년에 출시되었고, 자동 변속기 버전은 생산 마지막 해인 1989년에 출시되었다. 쿠페는 2,600대만 생산되었고, 세단은 첫 해에 1,500대가 판매되었으며, 스바루 WRX로 대체되었다.
1988년 9월부터 1993년 7월까지 밴 버전은 OEM 계약에 따라 이스즈에게 "제미네트 II"로 제공되었다.
1990년까지 레오네라는 이름은 일본에서 계속 사용되었지만, 칠레, 미국, 캐나다에서는 로열레로, 유럽과 호주에서는 L-시리즈로, 3세대 모델이 와이타라의 모터 홀딩스에서 현지에서 마지막으로 조립된 뉴질랜드에서는 오메가로 알려졌다. 레오네 왜건의 인기는 1989년 새로 출시된 더 큰 레거시 왜건으로 넘어갔고, 1994년 최종적으로 임프레자로 대체되었다. 임프레자는 1세대 및 2세대 레오네 왜건을 연상시키는 '해치형' 왜건으로 출시되었다.
3세대 BRAT/Brumby/MV 픽업은 1987년 이후 단종되었기 때문에 존재하지 않았다. 하지만 스바루 스이렌과 다음 세대 스바루 바하에 대한 콘셉트는 있었다.

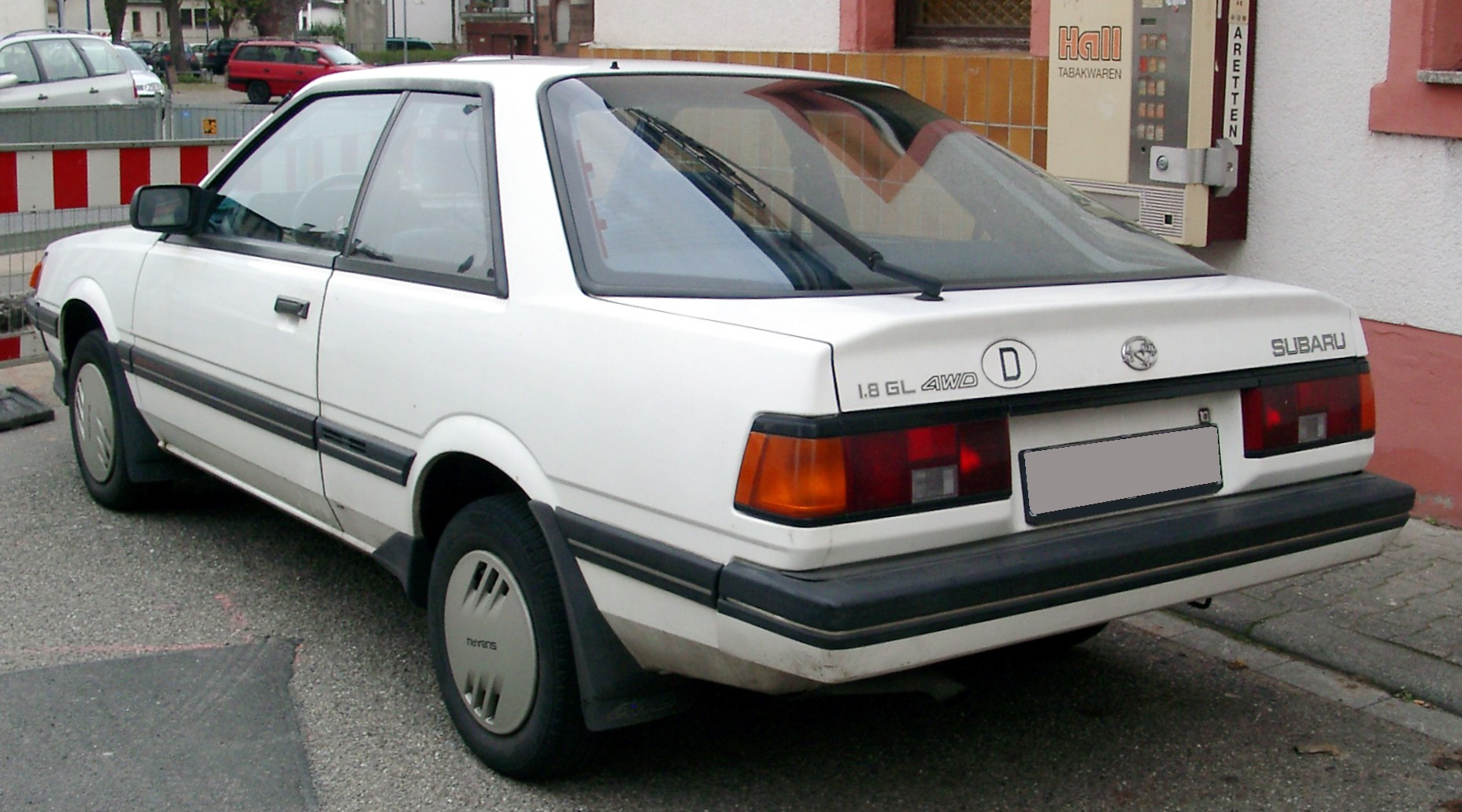
스바루 1.8 GL 4WD 쿠페
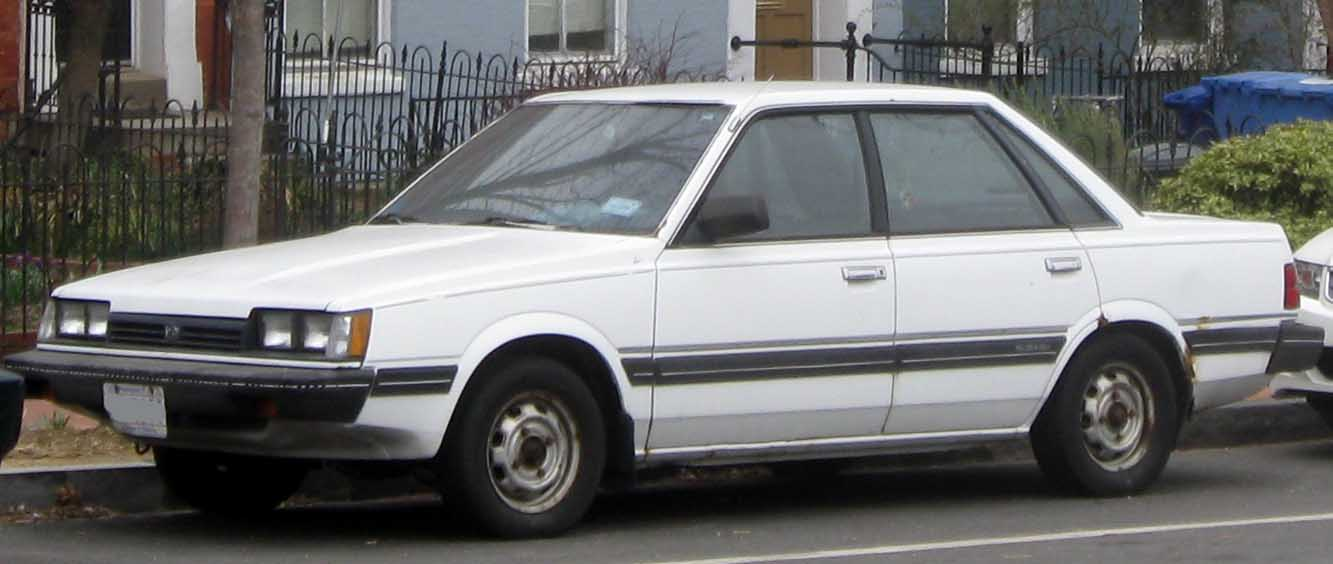
스바루 DL 세단
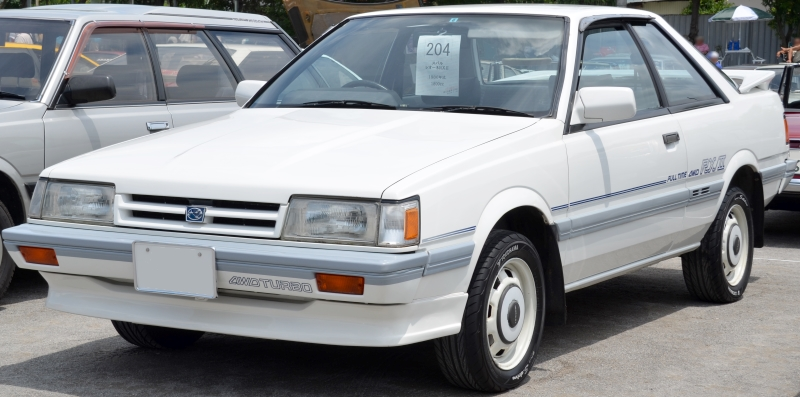
스바루 RX/II 쿠페
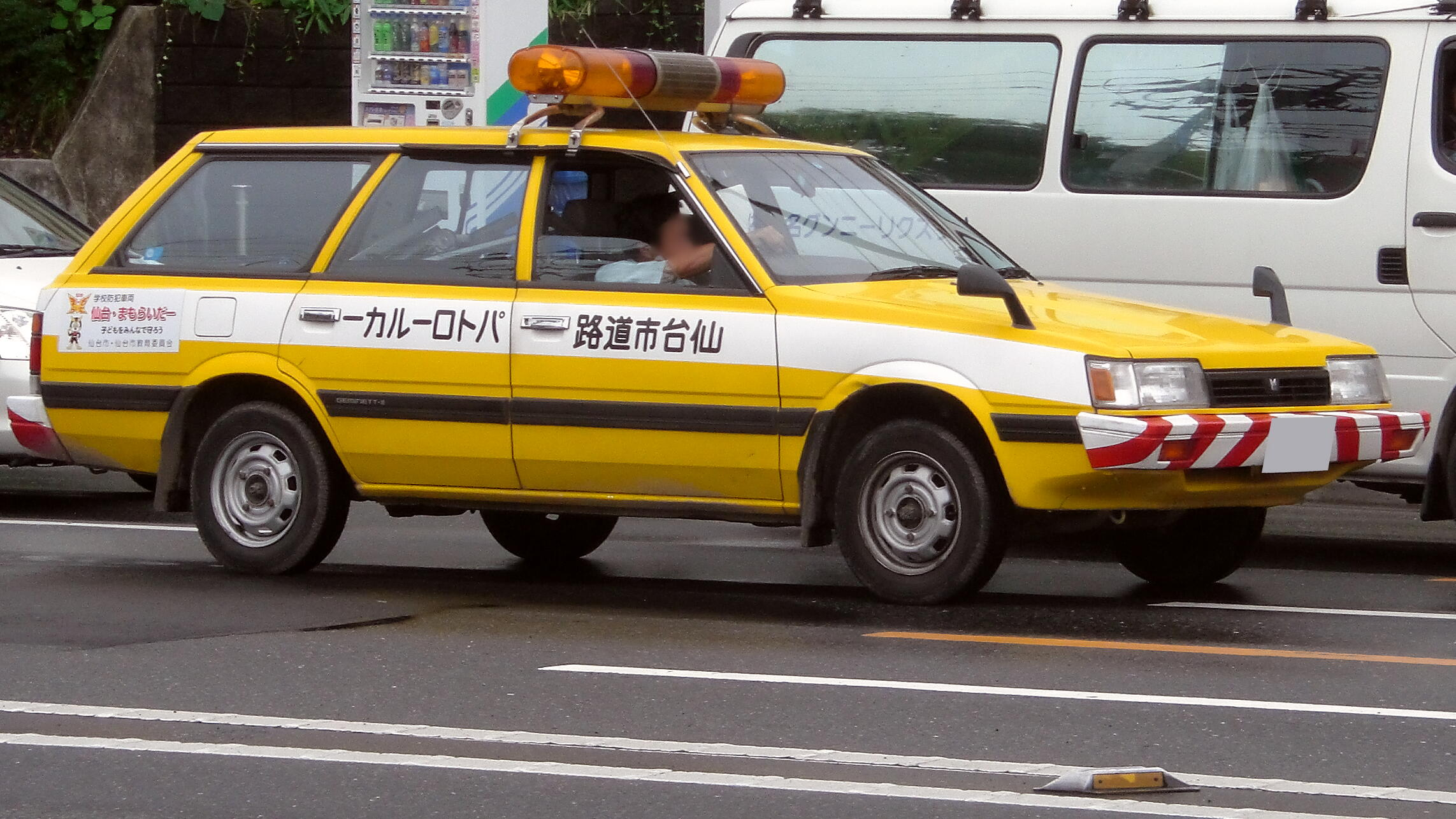
이스즈 제미네트 II
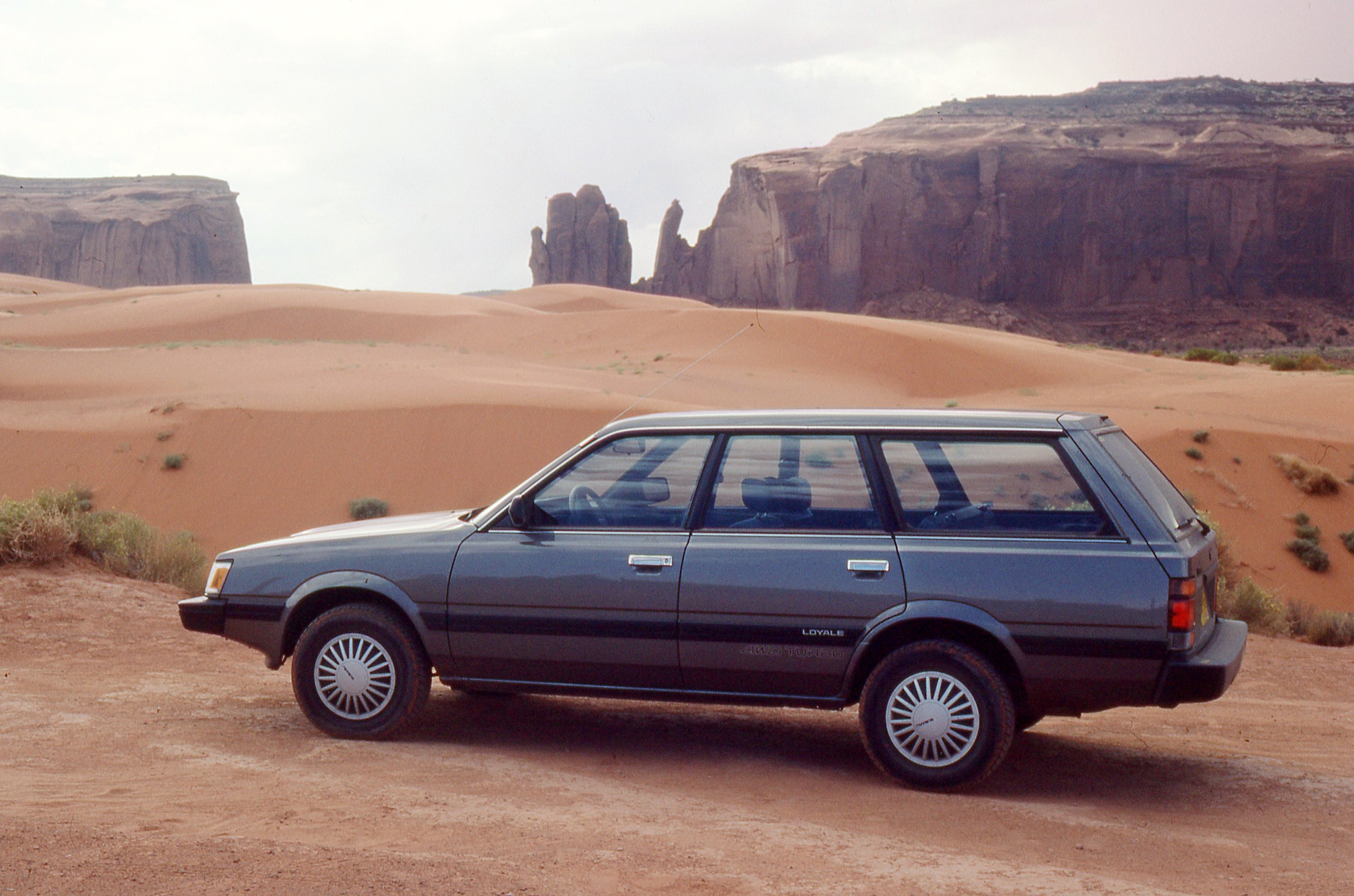
1989년 스바루 로열 터보 4WD 왜건

## 모터스포츠

사파리 랠리 1986년 마이크 커크랜드의 스바루 레오네 RX 터보

### 세계 랠리 선수권 대회
노리유키 코세키(스바루 테크니카 인터내셔널 STI의 설립자)가 이끄는 스바루 랠리 팀 재팬은 1980년부터 1989년까지 세계 랠리 선수권 대회에서 매 시즌 몇 차례 랠리에 스바루 레오네 쿠페, 세단 DL, RX 터보를 출전시켰다. 개별 랠리에 참가한 드라이버로는 아리 바타넨, 페르 에클룬드, 세카르 메타, 마이크 커크랜드, 포섬 본, 프랭크 툰도, 하랄트 데무트, 칠레 드라이버 호세 안토니오 셀시 등이 있었다. 마이크 커크랜드는 1986년 사파리 랠리에서 종합 6위를 기록하고 A그룹에서 우승했다. 그 해 스바루는 4WD와 터보를 결합한 유일한 제조업체 중 하나였다. 호세 안토니오 셀시는 1986년 말보로 랠리 아르헨티나에서 8위, 1988년 말보로 랠리 아르헨티나에서 5위를 차지했다. 1989년 스바루는 호세 안토니오 셀시와 포섬 본을 위해 두 대의 RX 터보를 출전시켰다. 셀시는 4위를 차지했지만, 마지막 로드 구간에서 은퇴했고 본은 첫 번째 스테이지에서 은퇴했다. 스바루는 1990-1992년 기간 동안 랠리 모델을 레거시 RS로 변경했고, 1993년에 동일 모델로 세계 랠리 챔피언십에서 첫 완전 시즌에 참가했다.

## 레오네 딜리버리 밴
1994년 8월에 출시된 스바루 레오네 밴은 경상업용 차량인 닛산 AD 밴의 배지 엔지니어링 버전이었다. 레오네의 후속 모델인 레거시와 임프레자는 이 부문에서 경쟁하지 않았다. 이 모델은 2001년형까지 두 세대에 걸쳐 판매되었다. 2001년 3월, 레오네 밴의 판매가 종료되었다. 미니 차량 표준 변경으로 인해 커진 삼바가 레오네 밴과 경쟁하기 시작했다. "레오네"라는 이름은 30년 만에 사라졌다. 동시에 이는 스바루가 소형 트럭 시장에서 철수함을 의미했다.

## 내용주
1. 1 2  “The evolution of the Subaru Leone (1971 to 1994)”. 《SUBARU Philosophy》. Fuji Heavy Industries Ltd. 2012년 8월 1일. 2016년 3월 12일에 원본 문서에서 보존된 문서. 2013년 12월 20일에 확인함.
2. ↑  Justin Banner (2022년 6월 16일). “New Details on Hoonigan's Mad Build: an Eighties Subaru Wagon With 862 HP!!!”. 《모터트렌드》. Originally, the 1971 Subaru Leone—Italian for "lion"—was a front-wheel-drive tcoupe and was Subaru's largest and only non-kei car in the 1970s.
3. 1 2  Subaru 1600 sales brochure L57.SPA.77.4, Fuji Heavy Industries Limited
4. ↑  《自動車ガイドブック》 [Automobile Guide Book 1975~76] (일본어) 22, Japan: Japan Automobile Manufacturers Association, 1975년 10월 31일, 279–280쪽, 0602-509072-2228
5. ↑  de Jong, Nico (1977년 10월 22일). “Auto Test: Subaru 1600 GFT”. 《Autovisie》 (네덜란드어). 22권 22호 (Amersfoort, Netherlands: Misset). 25쪽.
6. 1 2  Fujimoto, Akira, 편집. (January 1978). 《Japanese Cars 1978》. 《Title: Car Styling Quarterly》 (Tokyo, Japan: San-ei Shobo Publishing). 57쪽.
7. ↑  《自動車ガイドブック》 [Japanese Motor Vehicles Guide Book 1978/1979] (일본어) 25, Japan: Japan Automobile Manufacturers Association, 1978년 10월 10일, 203쪽, 0053-780025-3400
8. ↑  Boyce, David, 편집. (1981), 《What car is that? in Australia & New Zealand》, Adelaide, Australia: Rigby, 163쪽, ISBN 0727014803
9. ↑  “Subaru DL 4-door sedan”, 《Road & Track's Road Test Annual & Buyer's Guide 1979》 (Greenwich, CT: CBS Publications), January–February 1979, 186쪽
10. 1 2  R&T 구매자 가이드 1979, p. 120
11. ↑  “Vintage Subaru Ad (1973 The Subaru GL Coupe)”. Scoobyblog.com. 2010년 12월 24일에 확인함.
12. ↑  스바루 DL 4도어 세단, p. 188
13. 1 2  《自動車ガイドブック》 [Japanese Motor Vehicles Guide Book 1979/1980] (일본어) 26, Japan: Japan Automobile Manufacturers Association, 1979년 11월 1일, 178–179쪽, 053-790026-3400
14. 1 2  “Older Subaru Archives: 1969-1994”.
15. ↑  보이스, p. 162
16. 1 2 3  Brinker, Mark R.; Vernis, Myron T. (2022). 《Japan's Most Astonishing Automobiles For the Collector and Enthusiast》 Volume 4판. Quiet Greatness, LLC. ISBN 978-0-578-34683-0.
17. 1 2 3  Kjellström, PeO (1987년 1월 21일). 《Udda bil utan udd》 [모난 부분이 없는 특이한 차]. 《테크니켄스 베를트》 (스웨덴어) 39 (Stockholm, Sweden: Specialtidningsförlaget AB). 31–33쪽.
18. ↑  Mastrostefano, Raffaele, 편집. (1990). 《Quattroruote: Tutte le Auto del Mondo 1990》 (이탈리아어). Milano: Editoriale Domus S.p.A. xx쪽.
19. ↑  “Motorsport History – 1990”. 《Subaru Global》. 2007년 8월 17일에 원본 문서에서 보존된 문서. 2008년 2월 25일에 확인함.
20. ↑  “Subaru Leone 1800 Details”. Rallye-Info.com. 2013년 9월 28일에 원본 문서에서 보존된 문서. 2008년 10월 16일에 확인함.